# كايل براون
كايل براون (بالإنجليزية: Kyle Brown)‏ (10 أغسطس 1983 تلسا الولايات المتحدة - ) هو لاعب كرة قدم أمريكي يلعب كمهاجم.

## وصلات خارجية
كايل براون على موقع الدوري الأمريكي (الإنجليزية)
- كايل براون على موقع قاعدة بيانات كرة القدم.إي يو (الإنجليزية)